# Asturijski jezik
Аsturijski (asturski; ISO 639-3: ast) romanski je jezik uže iberoromanske skupine, dio asturleonskih jezika. Blizak je španjolskom i portugalskom jeziku. Govori se u Španjolskoj, u pokrajinama Leonu (izv. León), Ekstremaduri (izv. Estremadura) i Asturiji (izv. Asturias). Srodan je mirandskom, koji se govori u Miranda do Douro pokrajini Portugala, s kojim čini asturleonsku podskupinu. Asturleonski govori oko 125 000 osoba.

## Narječja
Postoje nekoliko narječja
- leonsko narječje
- srednjoastursko narječje
- zapadnoastursko narječje
- istočnoastursko narječje
- Montañes

## Status
Asturijski jezik je zakonom zaštićen kao manjinski jezik u Kneževini Asturiji, ali nije priznat kao službeni jezik. Postoji pokret koji se zalaže za službeno priznanje ovog jezika na teritoriju Kneževine Asturije, tzv. Pokret za zaštitu asturijskog jezika (astur. Xunta Pola Defensa de la Llingua Asturiana) i Otvoreno udruženje za službeno priznanje (astur. Conceyu Abiertu pola Oficialidá).

## Obrazovanje
Sve su škole u Kneževini obvezne ponuditi mogućnost učenja asturleonskoga jezika. Prema tome, djeca između 6 i 16 godina, kao i između 16 i 19, imaju mogućnost učiti asturleonski u školi kao fakultativni jezik. 
Jezik je također predmet studija na Sveučilištu u Oviedu, gdje se učitelji i profesori imaju priliku specijalizirati za asturleonski. Izuzev toga, sveučilište pruža nastavu na asturleonskome na sve više predmeta.

## Vanjske poveznice
- ast.Wikipedia.org – asturleonska inačica Wikipedije
- Ethnologue (14th)
- Ethnologue (15th)